# Âm vật

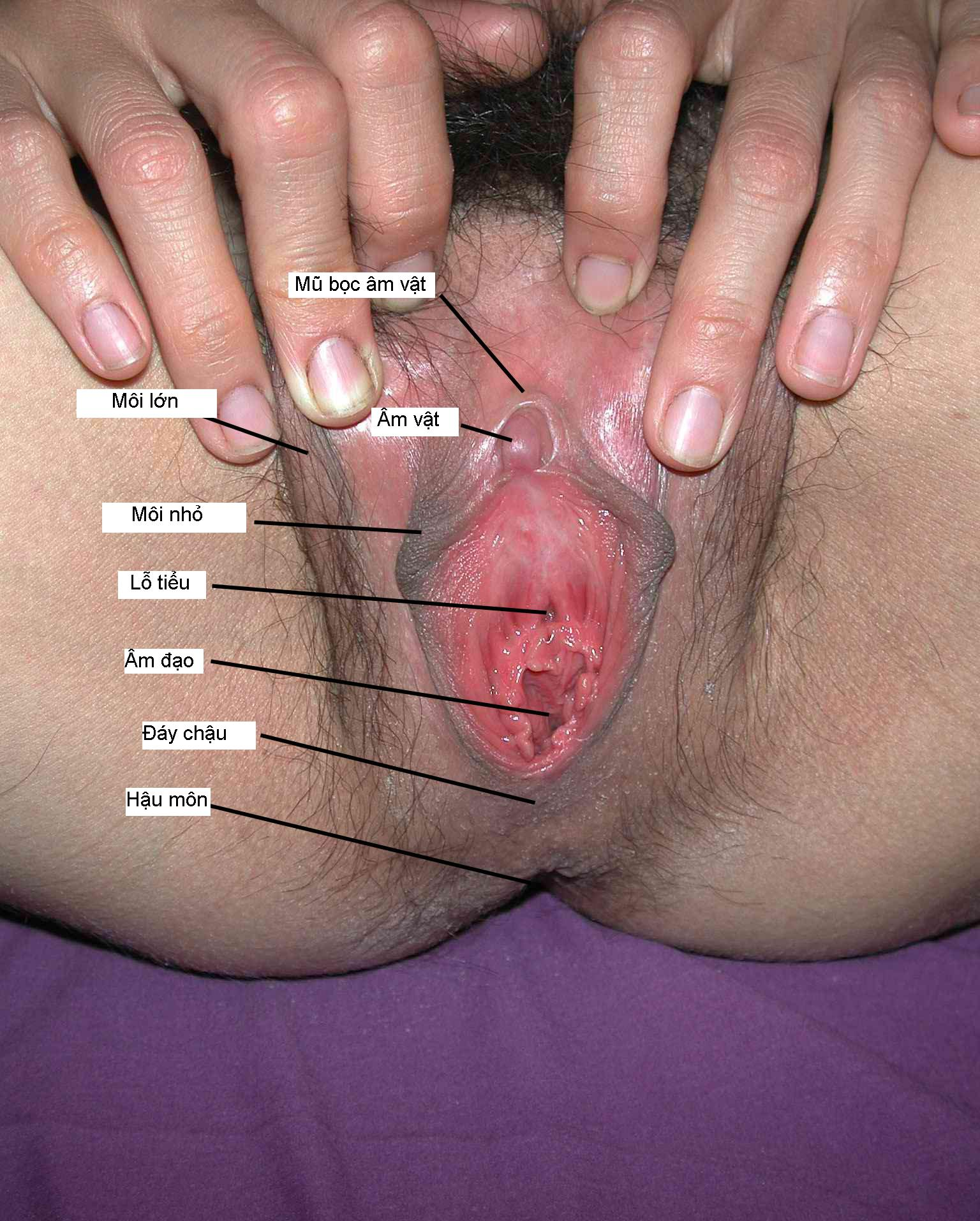
Vị trí của âm vật trong âm hộ

Âm vật (tiếng Anh: clitoris, /ˈklɪtərɪs/ ⓘ hoặc /klɪˈtɔːrɪs/ ⓘ), tên gọi dân gian là hột le hay mồng đốc, là một phần của cơ quan sinh dục của giống cái. Âm vật có mặt ở động vật có vú, đà điểu châu Phi và một số động vật khác. Ở người, âm vật là một khối mô cứng dài khoảng 1,5 cm, nằm ở giữa và phía trên của âm hộ, đầu âm vật được che một phần bởi nơi hai môi nhỏ hợp lại, nằm trên niệu đạo. Không giống như dương vật, âm vật không chứa phần mở ra bên ngoài của niệu đạo và do vậy không dùng để tiểu tiện. Mặc dù đa số động vật có vú không tiểu tiện qua âm vật, linh cẩu đốm cái - loài có âm vật phát triển đầy đủ - tiểu tiện, quan hệ tình dục và sinh con qua cơ quan này. Một số động vật có vú khác như vượn cáo và ateles cũng có âm vật phát triển đầy đủ.
Âm vật là cơ quan nhạy cảm nhất trong cơ thể con người  (cùng hạng với dương vật ở nam và lưỡi), nơi đây tập trung nhiều (khoảng 8000) đầu dây thần kinh có chức năng mang lại khoái cảm tình dục.
Các cuộc tranh luận về xã hội học, tình dục và y học đã tập trung vào âm vật, chủ yếu liên quan đến độ chính xác về giải phẫu, các yếu tố của cực khoái và giải thích sinh lý cho điểm G, và liệu âm vật là sản phẩm mang tính di tích, tính thích ứng, hoặc chuyên phục vụ chức năng sinh sản. Các nhận thức xã hội về âm vật dao động từ tầm quan trọng của vai trò của nó đối với khoái cảm tình dục của phụ nữ, các giả định về kích thước thực sự và chiều sâu của nó, và những niềm tin khác nhau liên quan đến việc sửa đổi bộ phận sinh dục như làm âm vật lớn hơn, xỏ khuyên âm vật và phẫu thuật cắt bỏ âm vật. Sửa đổi bộ phận sinh dục có thể là vì lý do thẩm mỹ, y tế hoặc văn hóa.
Kiến thức về âm vật bị ảnh hưởng đáng kể bởi nhận thức văn hoá về nó. Các nghiên cứu cho thấy rằng kiến thức về sự tồn tại và giải phẫu của âm vật rất ít so với các cơ quan tình dục khác, và việc giáo dục nhiều hơn về âm vật có thể giúp giảm bớt những căng thẳng xã hội liên quan đến cơ thể phụ nữ và tình dục nữ giới; ví dụ như âm vật và âm hộ nói chung là không hấp dẫn về mặt trực quan, phụ nữ mà thủ dâm là điều cấm kỵ, hoặc đàn ông cần làm chủ và kiểm soát cực khoái của phụ nữ.

### Tạp chí
- Baskin, Laurence S.; Yucel, Selcuk; Cunha, Gerald R.; Glickman, Stephen E.; Place, Ned J. (tháng 1 năm 2006). "A Neuroanatomical Comparison of Humans and Spotted Hyena, a Natural Animal Model for Common Urogenital Sinus: Clinical Reflections on Feminizing Genitoplasty". Journal of Urology. Quyển 175 số 1. tr. 276–83. doi:10.1016/S0022-5347(05)00014-5. PMID 16406926.
- Battaglia, Cesare; Venturoli, Stefano (tháng 8 năm 2009). "Persistent Genital Arousal Disorder and Trazodone. Morphometric and Vascular Modifications of the Clitoris. A Case Report". The Journal of Sexual Medicine. Quyển 6 số 10. tr. 2896–2900. doi:10.1111/j.1743-6109.2009.01418.x. PMID 19674253.
- Foldès, Pierre; Buisson, Odile (2009). "The clitoral complex: a dynamic sonographic study". The Journal of Sexual Medicine. Quyển 6 số 5. tr. 1223–31. doi:10.1111/j.1743-6109.2009.01231.x. PMID 19453931.
- Blechner, Mark J. (2017). "The Clitoris: Anatomical and Psychological Issues". Studies in Gender and Sexuality. Quyển 18 số 3. tr. 190–200. doi:10.1080/15240657.2017.1349509.
- Chivers, Meredith L. (2007). Wiederman, Michael W (biên tập). "A Narrow (But Thorough) Examination of the Evolutionary Significance of Female Orgasm". Journal of Sex Research. Quyển 44 số 1. tr. 104–5. doi:10.1080/00224490709336797.
- Copcu, Eray; Aktas, Alper; Sivrioglu, Nazan; Copcu, Ozgen; Oztan, Yucel (2004). "Idiopathic isolated clitoromegaly: A report of two cases". Reprod Health. Quyển 1 số 1. tr. 4. doi:10.1186/1742-4755-1-4. PMC 523860. PMID 15461813.{{Chú thích tạp chí}}:  Quản lý CS1: DOI truy cập mở nhưng không được đánh ký hiệu (liên kết)
- Glickman, Stephen E.; Cunha, Gerald R.; Drea, Christine M.; Conley, Alan J.; Place, Ned J. (2006). "Mammalian sexual differentiation: lessons from the spotted hyena". Trends in Endocrinology and Metabolism. Quyển 17 số 9. tr. 349–56. doi:10.1016/j.tem.2006.09.005. PMID 17010637.
- Goldmeier, D; Leiblum, SR (2006). "Persistent genital arousal in women – a new syndrome entity". International Journal of STD & AIDS. Quyển 17 số 4. tr. 215–6. doi:10.1258/095646206776253480. PMID 16595040.
- Harvey, Elizabeth D. (2002). "Anatomies of Rapture: Clitoral Politics/Medical Blazons". Signs. Quyển 27 số 2. tr. 315–46. doi:10.1086/495689. JSTOR 3175784.
- Hawkins, C. E.; Dallas, J. F.; Fowler, P. A.; Woodroffe, R.; Racey, P. A. (ngày 1 tháng 3 năm 2002). "Transient Masculinization in the Fossa, Cryptoprocta ferox (Carnivora, Viverridae)". Biology of Reproduction. Quyển 66 số 3. tr. 610–615. doi:10.1095/biolreprod66.3.610. PMID 11870065.
- Jocelyn, Henry David; Setchell, Brian Peter (1972). "Regnier de Graaf on the human reproductive organs. An annotated translation of 'Tractatus de Virorum Organis Generationi Inservientibus' (1668) and 'De Mulierub Organis Generationi Inservientibus Tractatus Novus' (1672)". Journal of Reproduction and Fertility. Supplement. Quyển 17. tr. 1–222. OCLC 468341279. PMID 4567037.
- Kammerer-Doak, Dorothy; Rogers, Rebecca G. (tháng 6 năm 2008). "Female Sexual Function and Dysfunction". Obstetrics and Gynecology Clinics of North America. Quyển 35 số 2. tr. 169–83, vii. doi:10.1016/j.ogc.2008.03.006. PMID 18486835.
- Kawatani, Masahito; Tanowitza, Michael; và đồng nghiệp (tháng 2 năm 1994). "Morphological and electrophysiological analysis of the peripheral and central afferent pathways from the clitoris of the cat". Brain Research. Quyển 646 số 1. tr. 26–36. doi:10.1016/0006-8993(94)90054-X. PMID 7519963.
- Kilchevsky, Amichai; Vardi, Yoram; Lowenstein, Lior; Gruenwald, Ilan (tháng 1 năm 2012). "Is the Female G-Spot Truly a Distinct Anatomic Entity?". The Journal of Sexual Medicine. Quyển 9 số 3. tr. 719–26. doi:10.1111/j.1743-6109.2011.02623.x. PMID 22240236.
  - Cox, Lauren (ngày 19 tháng 1 năm 2012). "G-Spot Does Not Exist, 'Without A Doubt,' Say Researchers". The Huffington Post.
- Komisaruk, Barry R.; Wise, Nan; Frangos, Eleni; Liu, Wen-Ching; Allen, Kachina; Brody, Stuart (tháng 10 năm 2011). "Women's Clitoris, Vagina, and Cervix Mapped on the Sensory Cortex: fMRI Evidence". The Journal of Sexual Medicine. Quyển 8 số 10. tr. 2822–30. doi:10.1111/j.1743-6109.2011.02388.x. PMC 3186818. PMID 21797981.
  - "Surprise finding in response to nipple stimulation". CBS News. ngày 5 tháng 8 năm 2011.
- Lloyd, Jillian; Crouch, Naomi S.; Minto, Catherine L.; Liao, Lih-Mei; Creighton, Sarah M (tháng 5 năm 2005). "Female genital appearance: 'normality' unfolds" (PDF). British Journal of Obstetrics and Gynaecology. Quyển 112 số 6. tr. 643–646. doi:10.1111/j.1471-0528.2004.00517.x. PMID 15842291.
- Mah, Kenneth; Binik, Yitzchak M (tháng 8 năm 2001). "The nature of human orgasm: a critical review of major trends". Clinical Psychology Review. Quyển 21 số 6. tr. 823–56. doi:10.1016/S0272-7358(00)00069-6. PMID 11497209.
- Martin-Alguacil, Nieves; Pfaff, Donald W.; Shelley, Deborah N.; Schober, Justine M. (tháng 6 năm 2008). "Clitoral sexual arousal: an immunocytochemical and innervation study of the clitoris". BJUI. Quyển 101 số 11. tr. 1407–13. doi:10.1111/j.1464-410X.2008.07625.x. PMID 18454796.
- O'Connell, Helen E.; Sanjeevan, Kalavampara V.; Hutson, John M. (tháng 10 năm 2005). "Anatomy of the clitoris". The Journal of Urology. Quyển 174 số 4. tr. 1189–95. doi:10.1097/01.ju.0000173639.38898.cd. PMID 16145367.
  - Mascall, Sharon (ngày 11 tháng 6 năm 2006). "Time for rethink on the clitoris". BBC News.
- Ogletree, Shirley Matile; Ginsburg, Harvey J. (2000). "Kept Under the Hood: Neglect of the Clitoris in Common Vernacular". Sex Roles. Quyển 43 số 11–12. tr. 917–26. doi:10.1023/A:1011093123517.
- Moore, Lisa Jean; Clarke, Adele E. (tháng 4 năm 1995). "Clitoral Conventions and Transgressions: Graphic Representations in Anatomy Texts, c1900-1991". Feminist Studies. Quyển 21 số 2. tr. 255–301. doi:10.2307/3178262. JSTOR 3178262.
- Puppo, Vincenzo (tháng 10 năm 2011). "Anatomy of the Clitoris: Revision and Clarifications about the Anatomical Terms for the Clitoris Proposed (without Scientific Bases) by Helen O'Connell, Emmanuele Jannini, and Odile Buisson". ISRN Obstetrics and Gynecology. Quyển 2011 số ID 261464. tr. 261464. doi:10.5402/2011/261464. PMC 3175415. PMID 21941661.{{Chú thích tạp chí}}:  Quản lý CS1: DOI truy cập mở nhưng không được đánh ký hiệu (liên kết)
- Rubenstein, N. M.; Cunha, G. R.; Wang, Y. Z.; Campbell, K. L.; Conley, A. J.; Catania, K. C.; Glickman, S. E.; Place, N. J. (tháng 12 năm 2003). "Variation in ovarian morphology in four species of New World moles with a peniform clitoris". Reproduction. Quyển 126 số 6. tr. 713–719. doi:10.1530/rep.0.1260713. PMID 14748690.
- Schmotzer, B.; Zimmerman, A. (ngày 15 tháng 4 năm 1922). von Eggeling, H. (biên tập). "Über die weiblichen Begattungsorgane der gefleckten Hyäne" [About the female sexual organs of the spotted hyena]. Anatomischer Anzeiger [Anatomical Gazette] (bằng tiếng Đức). Quyển 55 số 12/13. tr. 257–64.
- Şenaylı, Atilla; Ankara, Etlik (tháng 12 năm 2011). "Controversies on clitoroplasty". Therapeutic Advances in Urology. Quyển 3 số 6. tr. 273–7. doi:10.1177/1756287211428165. PMC 3229251. PMID 22164197.
- Sinclair, Adriane Watkins; Glickman, Stephen E.; Baskin, Laurence; Cunha, Gerald R. (tháng 3 năm 2016). "Anatomy of mole external genitalia: setting the record straight". The Anatomical Record. Quyển 299 số 3. tr. 385–399. doi:10.1002/ar.23309. PMC 4752857. PMID 26694958.
- Smith, K. C.; Parkinson, T. J.; Long, S. E.; Barr, F. J. (2000). "Anatomical, cytogenetic and behavioural studies of freemartin ewes". Veterinary Record. Quyển 146 số 20. tr. 574–8. doi:10.1136/vr.146.20.574. PMID 10839234.
- Szykman, Micaela; Engh, Anne; Van Horn, Russell; Holekamp, Kay; Boydston, Erin (2007). "Courtship and mating in free-living spotted hyenas" (PDF). Behaviour. Quyển 144 số 7. tr. 815–46. doi:10.1163/156853907781476418. JSTOR 4536481. Bản gốc (PDF) lưu trữ ngày 30 tháng 11 năm 2012. Truy cập ngày 5 tháng 11 năm 2020.
- Verkauf, BS; Von Thron, J; O'Brien, WF (1992). "Clitoral size in normal women". Obstetrics & Gynecology. Quyển 80 số 1. tr. 41–4. PMID 1603495.
- Wade, Lisa D.; Kremer, Emily C.; Brown, Jessica (2005). "The Incidental Orgasm: The Presence of Clitoral Knowledge and the Absence of Orgasm for Women". Women & Health. Quyển 42 số 1. tr. 117–38. doi:10.1300/J013v42n01_07. PMID 16418125.
- Waskul, Dennis D.; Vannini, Phillip; Wiesen, Desiree (2007). "Women and Their Clitoris: Personal Discovery, Signification, and Use". Symbolic Interaction. Quyển 30 số 2. tr. 151–74. doi:10.1525/si.2007.30.2.151.
- Yang, Claire C.; Cold, Christopher J.; Yilmaz, Ugur; Maravilla, Kenneth R. (tháng 4 năm 2006). "Sexually responsive vascular tissue of the vulva". BJUI. Quyển 97 số 4. tr. 766–72. doi:10.1111/j.1464-410X.2005.05961.x. PMID 16536770.